# Ermita de San Quiri (Ancs y Pobellá)
La ermita de San Quiri se encuentra situada en la cima del Tossal de Sant Quiri (1833 m), en el límite de las comarcas catalanas de Pallars Sobirá, al este, y Pallars Jussá al oeste. Es por ello 
reivindicada como propia tanto por los habitantes del pueblo de Ancs como por los de Pobellá. A  ella se puede llegar por la pista que une ambos pueblos, a partir de un desvío que hay en lo alto del collado de San Quiri, a 1713 m.
Es una construcción románica de una sola nave de planta rectangular, con ábside semicircular casi sin resaltar, único detalle exterior que la diferencia de una simple cabaña, y tejado de pizarra sobre vigas de madera a dos aguas. La puerta de entrada se sitúa en la fachada O.

## Rehabilitación del edificio
En 1989 se hicieron unas pequeñas obras de reparación del edificio en el techo y las paredes exteriores, y también se hicieron reformas en la estructura del altar. Durante estos trabajos se descubrió guardada una lipsanoteca (7x4x4 cm). En su interior había pequeños fragmentos de ropa y minúsculos trocitos de hueso. Por similitudes con otros ejemplares, se puede datar en el siglo XII. Tras la remodelación del altar, fue depositada nuevamente en el mismo sitio.

## Aplecde Sant Quiri
Anualmente, cada domingo de fiesta mayor se celebra en Pobellá el aplec (reunión popular semejante a una romería) de Sant Quiri. Los vecinos suben hasta la ermita donde se celebra una misa. Posteriormente se baja a comer a la Font dels Pous (Fuente de los Pozos), a cinco 
minutos del pueblo.